# Поруб (Коми)
Поруб — деревня в Прилузском районе республики Коми в составе сельского поселения Спаспоруб.

## География
Находится на правобережье Лузы на расстоянии примерно 55 км на северо-запад по прямой от центра района села Объячево. 

## История
Впервые упомянута в 1620 году как конгломерат деревень: Немцово, Лонюрья, Носовская, Капончукова, Карпикова, Зятево и др. Позже большинство деревень прекратило существование. В 1926 году в Немцевской насчитывалось 29 дворов, 137 жителей, в Подсосновской – 50 дворов, 250 жителей. В 1930 году в последней располагались школа, агропункт, потребительское общество, кредитное товарищество, крестьянский комитет общественной взаимопомощи, участок милиции и сельсовет. В 1965 году деревни Немцовская и Подсосновская объдинены в деревню Поруб. В 1970 году здесь жили 197 человек; в 1979 - 108; в 1989 - 68.

## Население
Постоянное население  составляло 47 человек (коми 81%) в 2002 году, 37 в 2010 .